# مارکوس میلر
 مارکوس میلر (انگلیسی: Marcus Miller؛ زادهٔ ۱۴ ژوئن ۱۹۵۹) یک موسیقی‌دان اهل ایالات متحده آمریکا است. وی از سال ۱۹۷۵ میلادی تاکنون مشغول فعالیت بوده‌است.